# Strawberry Alarm Clock
Strawberry Alarm Clock est un groupe américain de rock psychédélique, originaire de Los Angeles, en Californie. Il est formé à la fin des années 1960, et principalement connu pour le titre Incense and Peppermints, que l'on retrouve sur la compilation Nuggets.

## Historique

### Débuts et succès (1966–1967)
Le groupe se compose à l'origine de Ed King (guitare solo), Mark Weitz (claviers), Lee Freeman (guitare rythmique), Gary Lovetro (basse) et Randy Seol (batterie). Ils prirent tout d'abord pour nom The Sixpenc, puis se rebaptisent The Strawberry Alarm Clock à la demande de leur compagnie de disques et sur une idée de Weitz, en hommage à la chanson des Beatles Strawberry Fields Forever.
Sur leur premier et plus célèbre single, Incense and Peppermints, aucun des membres du groupe ne voulait chanter les paroles écrites par John Carter, de sorte qu'elle fut donc chantée par Greg Munford, 16 ans, un ami de la bande. La chanson atteignit la première place du Billboard Pop Singles à la fin de 1967. Le producteur du groupe refusa qu'Ed King et Mark Weitz reçoivent des droits d'auteurs sur la chanson, car ils n'avaient écrit ni la mélodie ni les paroles, alors que la chanson avait été construite autour d'un instrumental composé par Weitz avec un pont de King.
Après ce premier succès, le groupe incorpore George Bunnell (basse et guitare rythmique) avant de sortir son premier album, également intitulé Incense and Peppermints (1967), qui se classe onzième. Bunnell devient également leur principal auteur-compositeur, parfois avec Steve Bartek, qui joue de la flûte sur les deux premiers albums mais ne peut rejoindre le groupe à cause de ses études. 

### Changements de formation (1968–1969)
Gary Lovetro quitte le groupe avant la sortie du deuxième album, Wake Up ... It's Tomorrow (1967), et est brièvement remplacé par Mark Tulin, ex-Electric Prunes, qui quitte rapidement le groupe. Le single Tomorrow, extrait de cet album, est un hit mineur, et leur dernière apparition dans le top 40, atteignant la 23e place début 1968. Sit with the Guru se classe soixante-cinquième, et Barefoot in Baltimore soixante-septième, mais toutes deux avaient des paroles qui avaient été écrites par des personnes extérieures au groupe. Barefoot in Baltimore les gênait particulièrement, car ils considéraient que ses paroles avaient transformé un instrumental audacieux en une simple chanson pop embarrassante. Enfin, Good Morning Starshine, tirée de la comédie musicale Hair et imposée au groupe par ses producteurs, se classe 87e.
Bunnel et Seol quittent le groupe en 1968 et Gene Gunnels, le batteur original sur Incense and Peppermints, rejoignit le groupe en même temps qu'un nouveau chanteur, Jim Pitman. En 1969, Pitman part à son tour et fut remplacé par Paul Marshall. Durant l'été 1968, Lee Freeman fut brièvement remplacé à la guitare rythmique par Jeremy Levine, ex-Seeds.
Strawberry Alarm Clock sort encore plusieurs albums en 1968 et 1969 (The World in a Seashell, Good Morning Starshine), mais le groupe se délitait et le public n'était plus au rendez-vous. Il parvient à survivre jusqu'en 1971, année qui voit sa dissolution finale. Ed King rejoint Lynyrd Skynyrd, et plusieurs membres du groupe se réunissent pour participer à divers concerts dans les années 1980. La formation originale du groupe se réunit le 29 avril 2007 pour jouer au Virginia Theatre de Champaign, dans l'Illinois, à l'occasion du neuvième Overlooked Film Festival, puis enchaîne plusieurs autres concerts la même année.

### Séparation et brève réunion (1970–1981)
Le groupe participe à deux films, interprétant à chaque fois plusieurs titres de leur répertoire, dont Incense and Peppermints : Un monde psychédélique (1968) de Richard Rush et La Vallée des Plaisirs de Russ Meyer (1970).

### Deuxième retour (depuis 2001)
Le 16 juin 2001, le groupe apparait lors d'un concert au Balboa Park de San Diego avec Moby Grape, Jefferson Starship, Iron Butterfly, Big Brother and the Holding Company, et Country Joe McDonald. Le 23 octobre 2003, le groupe est rejoint par Bartek et Marshall à Amoeba Records, à Hollywood pour célébrer la sortie du DVD Beyond the Valley of the Dolls. En 2006, Weitz, Bartek, Bunnell, Seol et Anderson reviennent jouer en concert avec le groupe. King, Freeman, Marshall et Gunnels se joignent à eux au Virginia Theatre de Champaign, dans l'Illinois le 29 avril 2007.
En janvier 2010, SAC commence à enregistrer de nouveaux morceaux pour un label créé par Billy Corgan des Smashing Pumpkins. Le 14 février 2010, le membre fondateur Freeman meurt à 60 ans de complications liées à un cancer. Le 21 octobre 2012, SAC joue au 29e Love Ride de Glendale, en Californie, qui fait aussi participer Jay Leno, Peter Fonda et Robert Patrick. Le 1er avril 2013, SAC publie Wake Up Where You Are au label Global Recording Artists. Il est leur cinquième album studio, et premier depuis 1969. Ebert décède le 4 avril 2013, et le 27 juillet, sa veuve, Chaz Ebert, demande à SAC de jouer au Saban Theatre de Beverly Hills en mémoire de son mari disparu. SAC y joue une douzaine de morceaux.
Le 19 août 2016, Weitz est hospitalisé à la suite d'un accident de voiture ; le claviériste Glenn Brigman le remplace pendant sa convalescence. Le 18 mars 2017, SAC joue au Starry Nights Festival de Santa Barbara avec Weitz de retour sur scène avec eux.

## Discographie
- 1967 : Incense and Peppermints
- 1968 : Wake Up...It's Tomorrow
- 1968 : The World in a Seashell
- 1969 : Good Morning Starshine
- 1970 : The Best of Strawberry Alarm Clock
- 1971 : Changes
- 2012 : Wake Up Where You Are